# (974) Lioba
(974) Lioba – planetoida z pasa głównego asteroid okrążająca Słońce w ciągu 4 lat i 12 dni w średniej odległości 2,53 au. Została odkryta 18 marca 1922 roku w Landessternwarte Heidelberg-Königstuhl w Heidelbergu przez Karla Reinmutha. Nazwa pochodzi od św. Lioby, matki przełożonej klasztoru w Tauberbischofsheim (zm. 782). Przed nadaniem nazwy planetoida nosiła oznaczenie tymczasowe (974) 1922 LS.